# Louis Blanc
Louis Jean Joseph Charles Blanc (n. 29 octombrie 1811, Madrid, Madrid⁠(d), Spania – d. 6 decembrie 1882, Cannes, Alpes-Maritimes, Franța) a fost un politician și istoric francez. Având o orientare politică socialistă, el a militat pentru realizarea unor reforme sociale și a solicitat înființarea de cooperative lucrative cu scopul de a garanta ocuparea forței de muncă pentru populația urbană săracă.
În urma Revoluției de la 1848 Blanc a devenit membru al guvernului provizoriu și a început să susțină înființarea cooperativelor muncitorești, care ar fi fost, inițial, ajutate de guvern, dar urmau să fie administrate în cele din urmă de către muncitori. Inițiativa lui Blanc nu a fost adoptată, iar el, prins la mijloc între muncitorii cu tendințe radicale și Garda Națională, a fost forțat să plece în exil. Blanc a revenit în Franța în 1870, cu puțin timp înainte de sfârșitul Războiului Franco-Prusac și a devenit membru al Adunării Naționale. Deși nu a susținut Comuna din Paris el a propus totuși amnistierea comunarzilor.
Chiar dacă ideile lui Blanc cu privire la cooperativele muncitorești nu au fost niciodată puse în aplicare, ideile sale politice și sociale au contribuit foarte mult la dezvoltarea socialismului în Franța.

## Biografie

### Primii ani
Louis Blanc s-a născut la Madrid, unde tatăl său îndeplinea funcția de inspector general al finanțelor în timpul domniei lui Joseph Bonaparte. Fratele său mai mic a fost Charles Blanc, care a devenit mai târziu un influent critic de artă. Nereușind să obțină sprijin financiar de la contele Pozzo di Borgo, unchiul mamei sale, Louis Blanc a studiat dreptul la Paris, a trăit în sărăcie și a devenit colaborator la diverse reviste. În Revue du progres, pe care a fondat-o, el a publicat în 1839 studiul L'Organisation du travail. Principiile stabilite în acest eseu celebru au stat la baza întregii cariere politice a lui Louis Blanc. El a atribuit toate relele care afectau societatea presiunii concurenței, prin care firmele cele mai mici erau împinse către desființare. El a cerut egalizarea salariilor și fuziunea intereselor particulare în binele comun — „De chacun selon ses facultés, à chacun selon ses besoins”, expresie care este de multe ori tradusă ca „de la fiecare după capacități, fiecăruia după nevoi”. Acest lucru urma să fie realizat prin instituirea unor „ateliere sociale”, un fel de combinație între societățile cooperatiste și sindicate, în care muncitorii urmau să-și unească eforturile pentru beneficiul lor comun. În 1841 a publicat Histoire de dix ans 1830-1840, un atac la adresa Monarhiei din Iulie. El a fost tipărit în patru ediții în următorii patru ani.

### Revoluția de la 1848
În 1847 el a publicat primele două volume din Histoire de la Revolution Française. Publicarea cărții a fost întreruptă de Revoluția de la 1848, când Louis Blanc a devenit membru al guvernului provizoriu. La inițiativa sa, guvernul s-a angajat pe 25 februarie „să garanteze asigurarea subzistenței muncitorilor prin muncă”; și, deși cererea sa pentru înființarea unui minister al muncii a fost refuzată — ca nefiind de competența unui guvern provizoriu — el a fost numit la conducerea comisiei guvernamentale pentru muncitori (Comisia du Gouvernement pour les travailleurs), stabilită în Palais du Luxembourg pentru a analiza și a raporta cu privire la problemele muncitorilor.
Revoluția de la 1848 a fost șansă reală ca ideile lui Louis Blanc să fie puse în aplicare. Teoria lui referitoare la impunerea guvernamentală a unor schimbări era diferită de cea a altor teoreticieni socialiști ai vremii. Blanc a crezut că muncitorii își puteau controla propriile lor mijloace de trai, dar știa că, dacă nu ar fi primit ajutor la început, cooperativele muncitorești nu ar fi putut funcționa. Pentru a sprijini acest proces Blanc a făcut lobby pentru sprijinirea de către guvernul național a acestor ateliere de lucru până când muncitorii puteau prelua controlul. Pentru a finanța acest proiect ambițios, Blanc a considerat că sistemul feroviar putea reprezenta o sursă de venituri. Sub controlul guvernului sistemul feroviar ar fi putut oferi cea mai mare parte a fondurilor necesare pentru acest proiect și pentru alte proiecte imaginate de Blanc.
Atunci când programul atelierelor naționale a fost ratificat de Adunarea Națională, Emile Thomas, principalul rival al lui Blanc, a fost desemnat să-l coordoneze. 
Adunarea Națională nu era pregătită pentru acest tip de program social și l-a considerat o metodă de a obține timp până când adunarea va putea aduna suficient sprijin pentru a se întări în fața unei alte rebeliuni a muncitorilor. Eșecul deliberat al lui Emile Thomas în organizarea atelierelor muncitorești părea să înfurie tot mai mult publicul. Poporului i se promisese prin aceste programe guvernamentale locuri de muncă și un mediu de lucru pe care muncitorii să-l conducă, dar ceea ce a primit a fost o muncă manuală grea la săpat șanțuri mari pentru salarii modeste sau o plată pentru ca muncitorii să rămână inactivi. Când ateliere de lucru au fost închise muncitorii s-au revoltat din nou, dar rebeliunea a fost stopată de intervenția Gărzii Naționale. Adunarea Națională a dat vina pe Blanc pentru eșecul atelierelor de lucru. Ideile sale au fost puse în discuție, iar el a pierdut o mare parte din respectul publicului. 
Prins între „sans-culottes”, care au încercat să-l forțeze să se plaseze în fruntea lor, și Gărzile Naționale, care l-au maltratat, el a fost aproape ucis. Salvat cu dificultate, a fugit cu un pașaport fals în Belgia și apoi la Londra. El a fost condamnat în contumacie la deportare de către un tribunal special la Bourges. A protestat împotriva procesului și a sentinței, iar protestul său a apărut într-o serie de articole din Nouveau Monde, o revistă publicată la Paris sub conducerea sa. Aceste articole au fost ulterior colectate și publicate în Pages de l'histoire de la révolution de 1848 (Bruxelles, 1850).

### Exilul
În timpul șederii sale în Marea Britanie a folosit colecția unică de materiale despre perioadă revoluționară franceză conservate la British Museum pentru a finaliza lucrarea Histoire de la Revolution Française în 12 volume apărute în perioada 1847-1862. În 1858, el a publicat o replică la lucrarea A Year of Revolution in Paris (1858) a lordului Normanby, pe care a dezvoltat mai târziu în Histoire de la révolution de 1848 (2 vol., 1870-1880). El a fost, de asemenea, activ în organizația masonică Conseil Suprême de l'Ordre Maçonnique de Memphis. Calitatea sa de membru în La Grand Loge des Philadelphes din Londra nu a fost confirmată.

### Întoarcerea în Franța

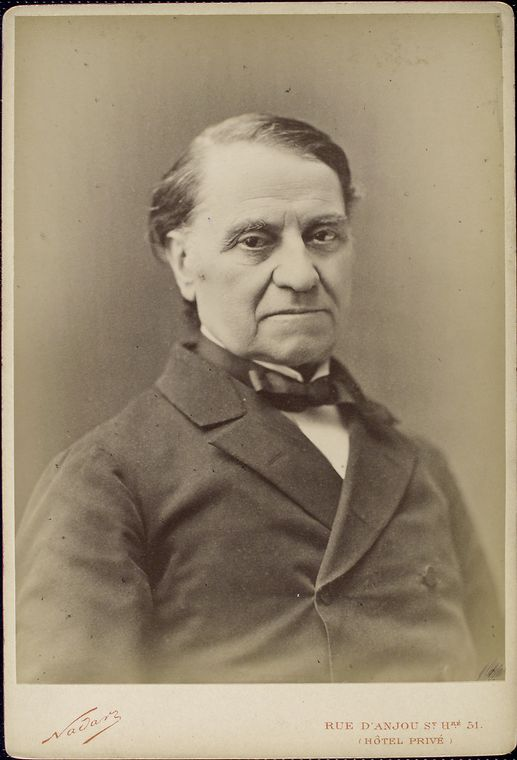
Louis Blanc în ultimii ani.

Încă din 1839 Louis Blanc s-a opus vehement ideii unei restaurări napoleoniene, prezicând că aceasta ar fi „despotism fără glorie”, „Imperiu fără Împărat”. Prin urmare, el a rămas în exil până la căderea celui de-al Doilea Imperiu în septembrie 1870, după care s-a întors la Paris și a servit ca soldat în Garda Națională. Pe 8 februarie 1871 a fost ales membru al Adunării Naționale, în care a susținut că Republica era „forma necesară a suveranității naționale” și a votat pentru continuarea războiului; totuși, deși era un politician de stânga, el nu a sprijinit Comuna din Paris și a încercat zadarnic să calmeze situația politică prin poziția sa moderată. În 1878, el a pledat pentru desființarea funcției de președinte și a Senatului. În ianuarie 1879 el a introdus în parlament o propunere de amnistie a comunarzilor, care a fost adoptată. Acesta a fost ultimul său act important. Ultimii săi ani au fost întunecați de deteriorarea stării sale de sănătate și de moartea în 1876 a soției sale, Christina Groh, cu care se căsătorise în anul 1865. A murit la Cannes și a fost înmormântat cu onoruri de stat pe 12 decembrie 1882 în Cimitirul Père Lachaise din Paris.

### Moștenire
Louis Blanc a avut un stil de viață activ și pitoresc și o putere considerabilă de cercetare; fervoarea cu care și-a exprimat convingerile sale, deși l-a plasat printre oratorii de prim rang, a avut tendința de a transforma scrierile sale istorice în pamflete politice. Ideile sale politice și sociale au avut o mare influență asupra dezvoltării socialismului în Franța. Lucrarea Discours politiques (1847-1881) a fost publicată în 1882. Alte lucrări importante, pe lângă cele deja menționate, sunt Lettres sur l 'Angleterre (1866-1867), Dix années de l'Histoire de l'Angleterre (1879-1881) și Questions d'aujourd'hui et de demain (1873-1884).
Stația de metrou din Paris Louis Blanc este numită după el.

#### Capitalismul
Louis Blanc este menționat uneori ca prima persoană care a folosit cuvântul „capitalism” în forma sa modernă. Deși el nu s-a referit la sistemul economic al pieței libere descris de Karl Marx în Das Kapital, el a semănat semințele acestei utilizări, inventând cuvântul pentru a desemna însușirea capitalului de către unii indivizi în detrimentul altora:
| “ | „...Ceea ce numesc „capitalism” înseamnă însușirea capitalului de către unii indivizi prin excluderea celorlalți.” — Organisation du Travail (1851) | ” |

## Lucrări
- Louis Blanc (1841). The History of Ten Years, 1830-1840 (Vol. 1). New York: Chapman and Hall. p. 628. ASIN B0006BWS4Y. Mai multe valori specificate pentru |autor= și |nume= (ajutor)